# Saihou Gassama
Saihou Gassama (* 11. Dezember 1993 in Banjul) ist ein gambischer Fußballspieler auf der Position des Mittelfeldspielers. Er spielte in der Reservemannschaft von Real Saragossa. Später war er in der dritten bis fünften Liga Spaniens aktiv.

## Karriere

### Verein
Gassama spielte in Gambia für Gambia Ports Authority FC, bevor er 2010 in die Jugendmannschaft des spanischen Erstligisten Real Saragossa wechselte und zur Saison 2010/11 in die Reservemannschaft (Real Saragossa B) aufstieg. Um Spielpraxis zu gewinnen, wurde er zunächst an den Viertligisten RSD Santa Isabel ausgeliehen und schoss im Laufe der Saison vier Tore für die Mannschaft, wodurch aber der Abstieg in die Rechional preferent aragonesa nicht verhindert werden konnte. Danach kehrte der Spieler wieder zurück zur Reservemannschaft von Saragossa in die Segunda División B, wo er bisher aber noch keinen Einsatz erhielt.

### Nationalmannschaft
Gassama nahm mit der U-20 Gambias an der U-20-Fußball-Afrikameisterschaft 2011 teil. Im Verlauf des Turniers schied er mit seiner Mannschaft jedoch schon nach der Gruppenphase aus.
2012 debütierte Gassama in der gambischen Fußballnationalmannschaft, sein erstes Länderspieltor erzielte er bei einer 1:4-Niederlage gegen Algerien im Rahmen der Qualifikation zur Afrikameisterschaft 2013.